# Funicolare di Montenero

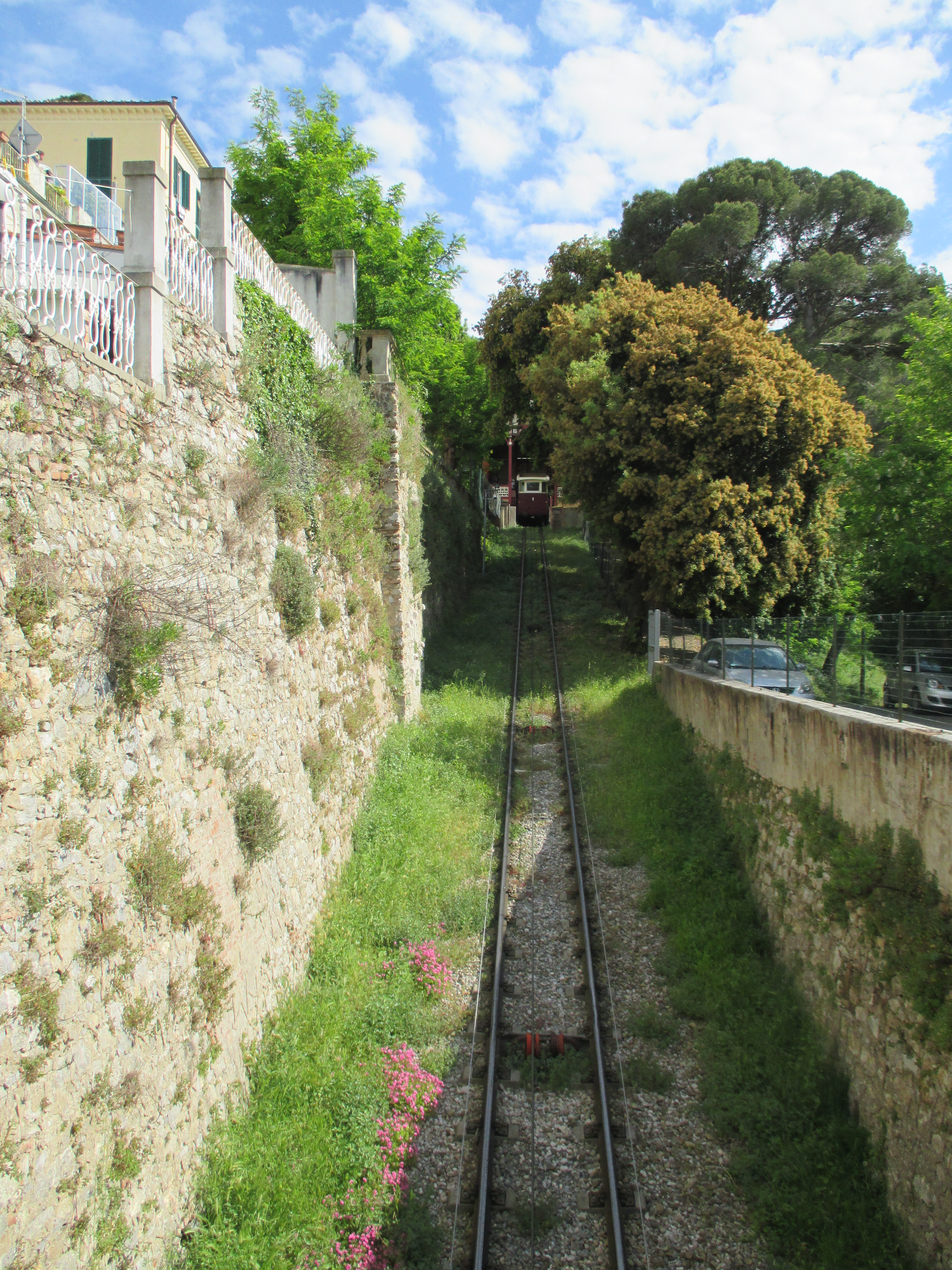
La funicolare verso la stazione a monte

La funicolare di Montenero è un impianto di risalita ubicato a Livorno, alle pendici del colle di Montenero. Collega il quartiere di Montenero Basso a quello di Montenero Alto ed è integrata nella rete di trasporto pubblico urbano di Livorno.

## Storia

La stazione a valle nei primi anni del Novecento

Il progetto per una funicolare in grado di migliorare i collegamenti col celebre santuario di Montenero risale ai primi anni del XX secolo, quando fu istituita la Società Livornese a Trazione Elettrica che avviò i relativi lavori di costruzione, conclusi nell'estate del 1908; l'inaugurazione si tenne il 19 agosto.
La suddetta società mantenne il controllo della funicolare fino al 1972, quando la linea passò in gestione all'Azienda Trasporti Livornese, dal 2012 confluita nella CTT Nord sostituita oggi da Autolinee Toscane, che, dopo pochi anni, apportò alcuni miglioramenti all'impianto.
Un restauro più consistente si ebbe intorno al 1990, quando la funicolare venne completamente automatizzata. Nel 2000, ulteriori lavori permisero di alimentare la linea mediante un sofisticato impianto fotovoltaico, con riversamento nella rete Enel dell'energia elettrica prodotta.

## Caratteristiche
La linea ha una pendenza media del 17%, con punte superiori al 18%, per una lunghezza complessiva di 656 metri ed un dislivello di 110 metri; i raggi di curvatura del tracciato sono compresi tra i 180 ed i 250 metri.
L'impianto è costituito da due stazioni, una a monte e una a valle, e da un unico binario, con un breve raddoppio utilizzato per l'incrocio dei mezzi in salita ed in discesa; movimenta circa 250.000 passeggeri l'anno.